# Observatori de Klet'
L'Observatori de Klet' (Hvězdárna Kleť) és un observatori astronòmic situat a la República Txeca, a la Regió de Bohèmia Meridional. Va ser construït el 1957 i està a un altitud de 1.070 metres.